# Pawala Valley Ridge
Pawala Valley Ridge (347 m n. m.) je kopec na Pitcairnově ostrově v jižním Pacifiku. Jedná se o nejvyšší bod ostrova i celého britského zámořského území Pitcairnovy ostrovy.